# Urraka Portugalska
Urraka (ur. 1151 w Coimbrze  – zm. 16 października 1188) – infantka portugalska, druga córka króla Portugalii Alfonsa I i Mafaldy Sabaudzkiej. 
Żona króla Leónu Ferdynanda II, któremu urodziła syna Alfonsa IX.
Małżeństwo Urraki z Ferdynandem nie powstrzymało jednak Alfonsa od wypowiedzenia wojny swojemu zięciowi. Jednak ta zakończyła się dla Portugalii źle, gdyż Alfons został schwytany w Badajoz i uwięziony. Został jednak uwolniony przez Ferdynanda, niewykluczone, że na prośbę Urraki. Jednakże małżeństwo Urraki i Ferdynanda zostało unieważnione przez papieża w 1175 roku, z powodu spokrewnienia małżonków. Po rozwiązaniu związku, Urraka wróciła na dwór swojego ojca i tam, w wieku 37 lat, zmarła, dziewięć miesięcy po śmierci byłego męża.